# Valeric de Leuconay
Valeric de Leuconay o Valeri -del llatí Walaricus o Galaricus- (Alvèrnia, ~565 - Saint-Valery-sur-Somme, 12 de desembre de 622) fou un monjo i abat columbanià. És venerat com a sant per diverses confessions cristianes.

## Hagiografia
Walaric havia nascut a Alvèrnia i es dedicava a guardar els ramats del seu pare. Decidí de fer-se religiós i als setze anys ingressà al monestir d'Autume. Marxà a Auxerre on es posà sota la protecció del bisbe Auneri i visqué al monestir de Saint-Germani-d'Auxerre, conegut per la seva austeritat. Finalment, anà a l'abadia de Luxeuil el 594, i hi fou deixeble de Sant Columbà, que el deixà com a cap de la comunitat quan marxà. Columbà, veient el potencial de Valeric com a missioner i predicador, l'envià a evangelitzar diverses terres de Nèustria, on la població era encara pagana, entre 614 i 616. Després de predicar i haver obtingut nombroses conversions, el monjo i el seu company Valdolè demanaren a Clotari II unes terres a Leuconay, prop d'Amiens: en 611 hi fundà un eremitori que es convertí en el monestir de Saint-Valery-sur-Somme. Hi aplicà la regla de Columbà però amb més rigor i austeritat.

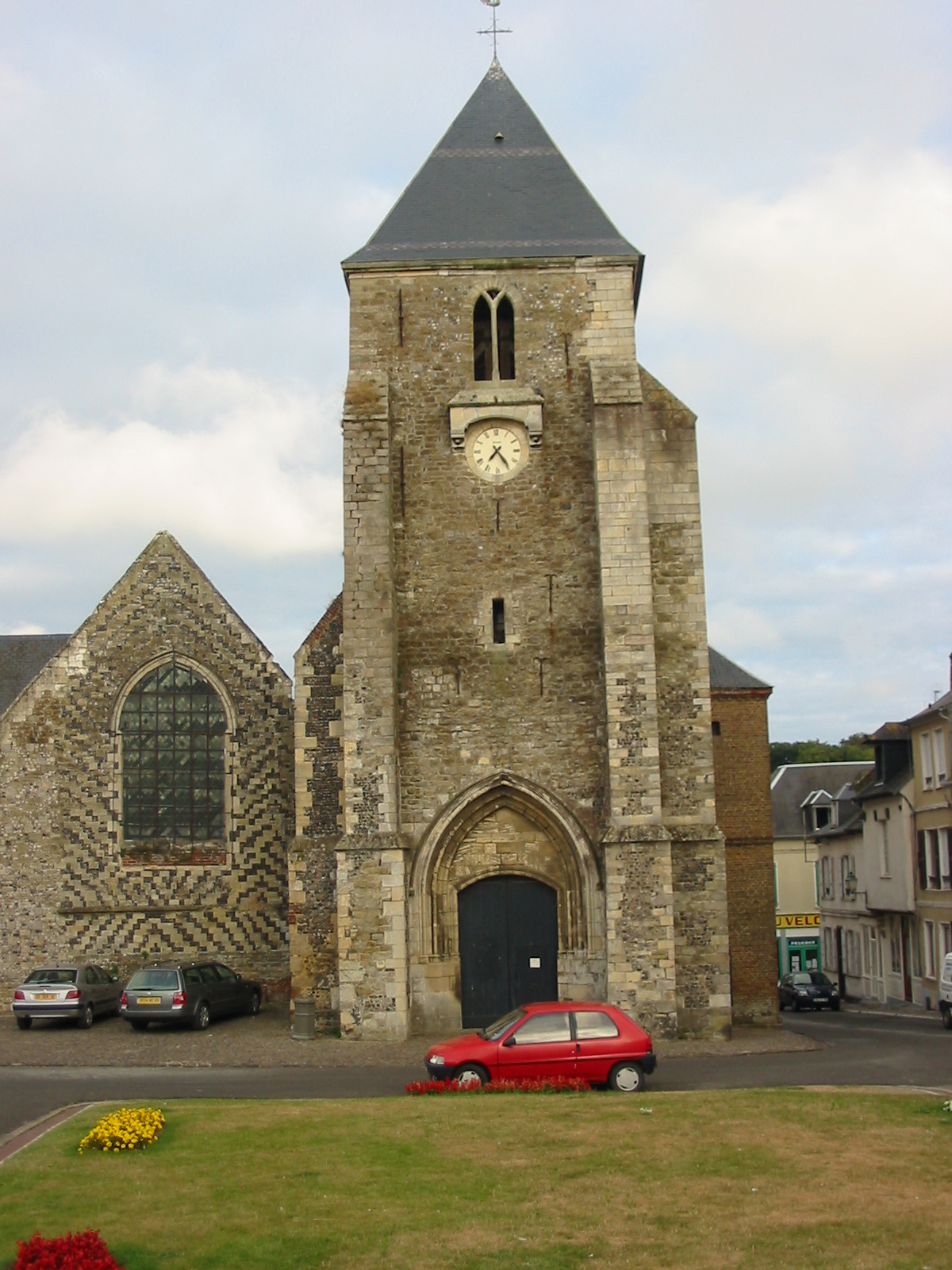
Església de Saint-Valery-sur-Somme.

Des d'allí, continuà predicant pel Ponthieu, la Normandia meridional, el país de Caux, etc. Hi morí, com a abat de la comunitat, el 12 de desembre de 619. Tenia fama de savi i miracler.

## Veneració
Sebollit a Leuconay, la seva tomba esdevingué un lloc de pelegrinatge, com també la font situada al costat i a la que s'atribuïen propietats guaridores. A més, hi havia relíquies a Saint-Riquier, Méréaucourt i Saint-Lucien de Beauvais. Durant les invasions normandes dels segles IX i X, la despulla del sant fou amagada per protegir-la a un soterrani de Saint-Omer. L'abadia fou destruïda i els monjos dispersats.
Amb el temps, el cos del sant passà a mans del comte de Flandes qui les portà a Montreuil. En 980, Hug Capet envaí Flandes i recuperà les relíquies, retornant-les a l'abadia de Leuconay, reinstal·lant-les el 2 i 3 de juny de 980; fou llavors quan l'abadia prengué el nom de Saint-Valery. L'abadia adoptà aleshores la regla de Sant Benet.
Guillem el Conqueridor tenia una gran veneració per l'abat i feu portar-ne relíquies a diverses esglésies d'Anglaterra i de Normandia, on una prengué el nom de Saint-Valery-en-Caux.
Per legitimar l'accés al tron franc del rei Hug Capet es creà la llegenda de la profecia de Sant Valeric: segons ella, el sant s'havia aparegut en somnis al futur rei i li va dir que només si feia tornar la seva despulla, llavors a Flandes, a l'abadia de Leuconay, seria rei i la seva dinastia ocuparia el tron durant set generacions. D'aquí que iniciés la campanya de Flandes per recuperar les relíquies.